# Готфрид фон Ринек
Готфрид фон Ринек (на немски: Gottfried von Rieneck; † 10 февруари 1389) е граф на Графство Ринек.

## Произход
Той е вторият син на граф Лудвиг VII фон Ринек († 1330) и съпругата му графиня Елизабет фон Хоенлое († 1344), дъщеря на граф Албрехт II фон Хоенлое-Уфенхайм-Шпекфелд († 1312). Внук е на граф Герхард IV фон Ринек († 1295) и съпругата му Аделхайд фон Хоенлое-Браунек († сл. 1326). Брат е на Герхард V († 1381).
Готфрид фон Ринек умира на 10 февруари 1389 г. и е погребан във Вюрцбург.

## Фамилия
Готфрид се жени на 6 август 1374 г. за Анна фон Фалкенщайн († ок. 1420), единствената дъщеря Филип VI фон Фалкенщайн († 1370/1373) и първата му съпруга Анна фон Катценелнбоген († 1353), дъщеря на граф Вилхелм I фон Катценелнбоген († 1331) и Аделхайд фон Валдек († 1329). Бракът е бездетен.
Вдовицата му Анна фон Фалкенщайн се омъжва втори път на 28 август 1390 г. за граф Гюнтер XXVII фон Шварцбург († 1397).